# Млађан Шилобад
Млађан Шилобад (рођен 6. јула 1971. у Сомбору) је бивши српски кошаркаш који је играо на позицији центра. Тренутно ради као пословни директор у КК Партизан.

## Биографија
Шилобад је каријеру почео у Црвеној звезди одакле 1991. године долази у Партизан. Са црно-белима осваја титулу првака Европе 1992. године. Након одласка из Партизана играо у Србији још и за ФМП Железник и Беобанку. Године 1998. одлази у иностранство где неколико година наступа за израелске, турске, пољске, финске и кипарске клубове. Године 2002. се враћа у Србију и проводи прво једну сезону са Црвеном звездом а затим једну сезону са Партизаном. Своју последњу сезону је одиграо за украјински Химик. У лето 2005. је потписао уговор са екипом Атласа али је ипак након позива из Партизана да постане генерални менаџер клуба, одлучио да заврши каријеру.

## Трофеји

### Партизан
- Евролига (1) : 1991/92.
- Првенство Југославије (1) : 1991/92.
- Првенство СР Југославије (1) : 1994/95.
- Првенство СЦГ (1) : 2003/04.
- Куп Југославије (1) : 1992.
- Куп СР Југославије (2) : 1994, 1995.

### ФМП Железник
- Куп СР Југославије (1) : 1997.